# Sławomir Celeban
Sławomir Celeban (ur. 15 sierpnia 1961, zm. 4 marca 2012) – polski judoka, medalista mistrzostw kraju.
Startował w kategorii do 86 kg. Zdobył trzy medale mistrzostw Polski. Pierwszy wywalczył w 1986 roku na turnieju rozegranym we Wrocławiu, zajmując trzecie miejsce. Drugi zdobył rok później w Koszalinie, przegrywając finałową walkę z Jerzym Paterem. Trzeci (brązowy) a zarazem ostatni wywalczył w 1988 w Olsztynie.
Był ojcem piłkarzy – Piotra, reprezentanta Polski, zawodnika Śląska Wrocław oraz Adama, mającego za sobą występy w Niemczech.